# Arthothelium dictyosporum
Arthothelium dictyosporum är en lavart som först beskrevs av Coppins & P. James, och fick sitt nu gällande namn av Coppins. Arthothelium dictyosporum ingår i släktet Arthothelium och familjen Arthoniaceae.   Inga underarter finns listade i Catalogue of Life.